# Michail Ganev
Michail Petrov Ganev (* 5. ledna 1985 Veliko Tarnovo) je bývalý bulharský zápasník–volnostylař.

## Sportovní kariéra
Připravoval se v Sofii v klubu Levski pod vedením Simeona Štereva. V bulharské mužské reprezentaci se pohyboval od roku 2006 ve váze do 74 kg a v témže roce na sebe upoutal pozornost na mistrovství světa v Kantonu, když jako teprve druhý neruský zápasník dokázal porazit fenomenálního Buvajsara Sajtijeva. V roce 2008 však prohrál nominaci na olympijské hry v Pekingu s Kirilem Terzievem.
V roce 2010 korunoval výbornou sezonou titulem mistra v Moskvě. Paradoxně bulharská média věnoval více pozornosti události, která se mu stala ve stejném roce v prosinci přes vánoční svátky. V Gabrovu byl v místním baru několikrát bodnut nožem do břicha. Nový rok strávil v nemocnici, ze které byl propuštěn bez vážnějších následků. Každopádně tato událost měla dopad na jeho výsledky v roce 2011. Na zářijovém mistrovství světa v Baku vypadl již třetím kole a nevybojoval s předstihem olympijskou kvótu. V roce 2012 nevyladil formu na jarní olympijské kvalifikační turnaji a přišel o účast na olympijských hrách v Londýně. Své váhové kategorii zůstal věrný i v dalším olympijském období, i když s přibývajícími roky pod 86 kg obtížně shazoval. V roce 2015 se pátým místem na mistrovství světa v Las Vegas dočkal vytoužené olympijské účasti. Na olympijských hrách v Riu prohrál ve druhém kole s Íráncem Alírezou Karímím 2:7 na technické body. Sportovní kariéru ukončil v roce 2018. Věnuje se trenérské práci.

## Výsledky
| Turnaj             | 2002 | 2003 | 2004 | 2005 | 2006 | 2007 | 2008 | 2009 | 2010 | 2011 | 2012 | 2013 | 2014 | 2015 | 2016 | 2017 |
| Turnaj             | 17   | 18   | 19   | 20   | 21   | 22   | 23   | 24   | 25   | 26   | 27   | 28   | 29   | 30   | 31   | 32   |
| Turnaj             | -60  | -66  | -74  | -74  | -74  | -74  | -84  | -84  | -84  | -84  | -84  | -84  | -86  | -86  | -86  | -86  |
| ------------------ | ---- | ---- | ---- | ---- | ---- | ---- | ---- | ---- | ---- | ---- | ---- | ---- | ---- | ---- | ---- | ---- |
| Olympijské hry     |      |      | —    |      |      |      | —    |      |      |      | —    |      |      |      | 8.   |      |
| Mistrovství světa  | —    | —    |      | —    | 5.   | úč.  |      | —    | 1.   | úč.  |      | —    | 8.   | 5.   |      | 5.   |
| Evropské hry       |      |      |      |      |      |      |      |      |      |      |      |      |      | —    |      |      |
| Mistrovství Evropy | —    | —    | —    | —    | —    | 5.   | úč.  | —    | 3.   | 7.   | 2.   | —    | —    | —    | —    | 3.   |
| MS juniorů         |      | 7.   |      | 1.   |      |      |      |      |      |      |      |      |      |      |      |      |
| ME juniorů         | —    |      | —    | 7.   |      |      |      |      |      |      |      |      |      |      |      |      |
| ME dorostenců      | 6.   |      |      |      |      |      |      |      |      |      |      |      |      |      |      |      |